# 572 Rebekka
Az 572 Rebekka egy a Naprendszer kisbolygói közül, amit Paul Götz fedezett fel 1905. szeptember 19-én.